# Punta Golai
A Punta Golai é uma montanha dos Alpes Graios. Situa-se na Itália entre Vale de Ala e Vale Grande de Lanzo.

## Classificação SOIUSA
De acordo com a classificação alpina SOIUSA (International Standardized Mountain Subdivision of the Alps) esta montanha é classificada como:
- grande parte = Alpes Ocidentais
- grande setor = Alpes do Sudoeste
- secção = Alpes Graios
- subsecção = Alpes de Lanzo e da Alta Maurienne
- supergrupo = cordilheira Arnas-Ciamarella
- grupo = grupo Autaret-Ovarda
- subgrupo = serrania Ciorneva-Montù-Marmottere
- código = I/B-7.I-B.4.c

## Imagens

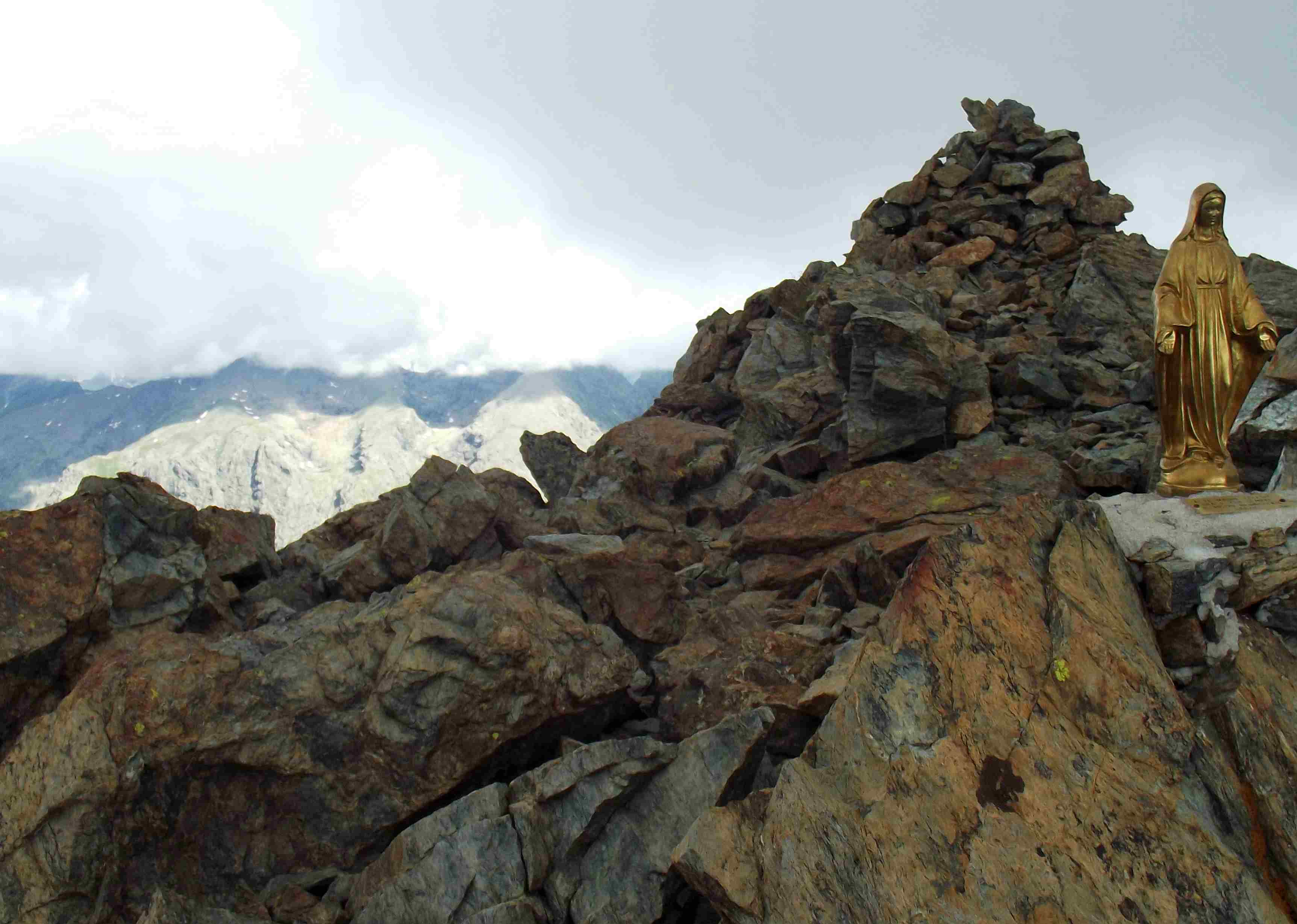
A cima da montanha.